# Jaki Crush
Jaki Crush è un videogioco di flipper per il Super Famicom uscito esclusivamente in Giappone nel 1992. Il gioco è il terzo della serie Crush Pinball, preceduto da Alien Crush e Devil's Crush. Non è molto conosciuto ed è spesso considerato il capitolo dimenticato della serie.

## Modalità di gioco
Il tema del gioco è la mitologia giapponese, in particolare i demoni o orchi chiamati jaki. Il flipper è suddiviso in tre settori diversi, con due alette ciascuno. Per fare punti bisogna colpire sia obiettivi statici che mobili. Mandare la palla in bocca al demone dà accesso ai giocatori a un massimo di sei livelli bonus.